# Esa Salonen
Esa Salonen (ur. 1949) – fiński kierowca wyścigowy i rajdowy.

## Biografia
W 1982 roku został wicemistrzem Finlandii samochodów turystycznych w klasie A+1600; ścigał się wówczas Fordem Escortem. Rok później został mistrzem w tej klasie. W 1985 roku rywalizował Van Diemenem RF84 w Formule Ford w edycji nordyckiej (czwarte miejsce) i fińskiej (trzecie miejsce). W sezonie 1986 zmienił pojazd na Reynarda FF86 i został wicemistrzem Finlandii. W 1989 roku zajął dziewiąte miejsce w międzynarodowym wyścigu Formuły Mondial na torze Bikernieki. W 1990 roku wystartował w kilku rajdach na terenie Finlandii, zajmując m.in. 71. miejsce w Rajdzie Salora. W tym samym roku wspólnie z Janiną Österholm i Peterem Elgaardem wystartował BMW M3 w długodystansowych zawodach 500 km Kemory, zajmując szóstą pozycję w klasyfikacji ogólnej. Ponadto w 1990 roku Fin wrócił do wyścigów samochodów turystycznych i zdobył Fordem Sierrą RS Cosworth mistrzostwo Finlandii w grupie N. W następnych latach uczestniczył w wyścigach samochodów historycznych.